# Gymnobela turrispira
Gymnobela turrispira é uma espécie de gastrópode do gênero Gymnobela, pertencente a família Raphitomidae.